# Sandro Zurkirchen
Sandro Zurkirchen (* 25. Februar 1990 in Schwyz) ist ein Schweizer Eishockeytorhüter, der seit Juli 2025 beim SC Bern aus der Schweizer National League unter Vertrag steht. Zuvor war Zurkirchen bereits für den EV Zug, HC Ambrì-Piotta, Lausanne HC, HC Lugano und EHC Kloten in der Nationalliga aktiv.

## Karriere
Zurkirchen spielte als Jugendlicher für den EHC Seewen, ehe er vom EV Zug verpflichtet wurde. Während der Saison 2008/09 gab er für den EVZ seinen Einstand in der National League A (NLA). In den Spielzeiten 2011/12 sowie 2012/13 kam er dank einer B-Lizenz zusätzlich beim HC Thurgau in der National League B (NLB) zum Einsatz. 2013 folgte der Wechsel zum HC Ambrì-Piotta, wo er ab 2015 Stammtorhüter war. Bis zum Ende der Saison 2016/17 absolvierte er über 160 NLA-Spiele für den Tessiner Klub, ehe er zum Lausanne HC wechselte. Dort verbrachte er die nächsten zwei Spielzeiten, ehe er ins Tessin zum HC Lugano wechselte.
Zur Saison 2021/22 wurde er vom EHC Kloten aus der Swiss League unter Vertrag genommen, bei dem er einen Einjahresvertrag unterzeichnete. 2022 stieg er mit dem Klub als Meister in die National League auf. Nach drei Jahren mit dem Team im Schweizer Eishockey-Oberhaus wechselte der Schlussmann innerhalb der Liga zum SC Bern.

### International
Im November 2014 stand Zurkirchen im Rahmen des Deutschland Cups erstmals im Aufgebot der Schweizer Nationalmannschaft und feierte im Laufe des Turniers sein Länderspieldebüt. Er gehörte zum Kader der «Nati» an der Weltmeisterschaft 2016 in Russland, wurde während des Turniers aber nicht eingesetzt.

## Erfolge und Auszeichnungen
- 2022 Meister der Swiss League und Aufstieg in die National League mit dem EHC Kloten